# キンタロー。
キンタロー。（1981年〈昭和56年〉10月24日 - ）は、フリーで活動する日本のお笑いタレント、ものまねタレント、声優。本名、田中 志保（たなか しほ）。
愛知県岡崎市出身。利き手は左だが筆記は右利き。既婚。2女の母。
キャッチフレーズは「良い子、強い子、可愛い子」。25歳で母親を亡くしたのちに、30歳でお笑い芸人を志し、31歳で早々にブレイクを果たす。その後、低迷するも第一子出産以降にその特徴的な顔とモノマネに磨きが掛かり、42歳頃から再ブレイクを果たした。

## 来歴
5歳年下の妹がいる。実家はビジネス旅館。
子供の頃からお笑い好きで、タレントのコロッケなどが好きだった。当時からものまねなどを母親ら相手に披露していたことがあった。しかし中学時代はお笑いの度が過ぎて、友人らに嫌がられることもあったという。
岡崎市立明徳保育園卒園。岡崎市立三島小学校、岡崎市立竜海中学校、岡崎学園高等学校、関西外国語大学短期大学部卒業。中学時代は演劇部所属だった。高校1年時の夏休みにカナダへホームステイに行った（文部科学省の施策『トビタテ!留学JAPAN』を特集した『テストの花道』（NHK教育）では、高校時代にカナダで2度の短期留学経験を語っている）。
「スピーディでキレのあるダンスに一目惚れして」、大学時代からは競技ダンス部で活動し当時に同学年の男子と組んで出場した社交ダンスの全国大会で第4位の好成績を収めた。大学在学中に吉本興業の新喜劇「金の卵」オーディションに合格するも、当時競技ダンス部内で好きだった人に「お笑いかダンス、どっちかにしろ!」と言われ、ダンスに専念するとしてその合格を辞退した。そのダンス部での活動を活かし、かつては名古屋市瑞穂区のダンススタジオで社交ダンスの講師をしていたが、2007年〈平成19年〉2月に実母が急死。ロンドンでの世界大会に出場する日本代表の座を勝ち取ったものの、実父が病気により家業を畳むため辞退した。さらにその頃、大きくなった頭が原因とされるヘルニアを首に患い、ダンスを断念。その後は不動産会社に事務員として勤務していた。
その後、結婚式の余興の場で大学の先輩から「お前は（お笑いの世界にいくべきで）こんなところにいる人間ではない」と一喝されたり、「もうお笑い界に入ってると思ってた」などと言われたのをきっかけに、29歳にして「天国にいるお母さんのために、頑張っている姿を見せたい。そうすることで、お母さんも笑ってくれるし、家族も元気になるに違いない」「やっぱりお笑いの世界へ進もう」と思うようになる。2010年〈平成22年〉4月にはZIP-FMナビゲーター&ナレータースクールに第1期生として在籍。トークの基礎を学び、同年9月には、愛知県丹羽郡大口町で行われた「第9回やろまい大祭」のイベント「第1回ビッグマウスコンテスト大口町の中心で大口を叩く!」において「日本全国スマイル王国にするべく、私のお笑いエッセンスを注入するぞ!」と叫んで優勝。その後は宣言通り芸人を目指すため会社を辞め、上京。「ネットで検索したら画面の一番上に出たので決めた」という松竹芸能タレントスクールへ20期生として2011年〈平成23年〉4月に入り、お笑いタレントに転身。タレントスクールではオーディションで授業料免除を勝ち取り、在籍していた。かつては同期の東塚菜実子とのコンビ「シンプルズ」を組んでいたこともあった。
2012年末から2013年にかけて、前田敦子（当時AKB48）のものまねでブレイク。
2013年2月、『R-1ぐらんぷり』2013年大会において芸歴1年目ながら決勝進出を果たした。
2016年〈平成28年〉2月11日、ブサイク女芸人ユニット「SBK48」を始動。松竹芸能新宿角座で2公演、松竹芸能 DAIHATSU MOVE 道頓堀角座で1公演を催した。
同年10月5日、『中居正広の金曜日のスマイルたちへ』（TBS）の「金スマ社交ダンス」企画（放送日は同年10月7日）で、2017年〈平成29年〉秋に開催予定の世界選手権日本代表の座を射止めた。その後は、2019年〈平成31年〉1月18日放送分では、世界選手権に出場し準決勝まで駒を進め8位に入賞し世界ランクも9位にUP、この放送を最後に金スマ社交ダンス企画を卒業した。
『爆笑そっくりものまね紅白歌合戦スペシャル』（2017年〈平成29年〉6月2日放送、フジテレビ）に松木坂46（まつのきざかフォーティシックス）として登場、欅坂46のものまねで「サイレントマジョリティー」を披露した。以後の同番組でも、「不協和音」（2017年〈平成29年〉9月8日放送）や「風に吹かれても」（2018年5月11日放送）も披露している。
2017年〈平成29年〉6月10日には、自身初の単独ライブ「kintalo。TV」を松竹芸能新宿角座で開催した（昼夜2公演）。
2019年〈令和元年〉7月26日、『中居正広の金曜日のスマイルたちへ』に出演。第1子を妊娠し2020年〈令和2年〉出産予定である旨を発表した。同日自身の公式ブログにも「仕事の事情もあり、一般的な報告の時期よりもはやくなってしまい少し不安はまだある」と、『キンタロー。とちびキン。』の連名で記した。
夫が無精子症であることがわかり、不妊治療に励んだ。
2020年〈令和2年〉1月28日、第1子女児を出産。
2021年〈令和3年〉10月16日、第2子妊娠を報告。12月18日、第2子女児の出産を報告。
2024年3月25日〈令和6年〉、3月末で松竹芸能を退社し独立することを発表。
『女芸人No.1決定戦 THE W 2024』ではファーストステージ敗退。しかし伊集院光は「絶体絶命なのに、なおぶっ壊れ続けるあの感じ。俺は、面白い女性芸人の “芸事” よりも、あれが見たいの」と自身がイメージする芸人のあるべき姿だと評価している。

## 人物
ネタは一人コントの他、ものまねを演じることも多い。「負けず嫌いの努力家」と自己評価している。
本名の「志保」は、地元の町の僧侶が名付けたという。
顔が大きく、小学6年時は「しょくぱんまん」と呼ばれていた。ただし小学1年時はさほど大きくなく、「愛知の安達祐実」と呼ばれていた。中学時代にちょっとした引きこもりをしていた頃があり、その時はトールペインティング（木をキャンバスにして絵を描く）にハマっていた。進学先に大阪の大学を選んだのは、友人の「吉本に行きなよ」と勧められたのを思い出したことがきっかけという。
芸名の由来は、芸人になると決めてから名古屋市内を歩いていると「金太郎」という看板が目に入ったためであったが、先輩だったTKOの木本（木本武宏）がキンタローの思いをまとめたところ的を射ていると思い、「男の子のように強くたくましくなるように」「男ばかりのお笑い界の中で、負けないように」ということにしている。なお、句点（。）はネットで画数診断を調べた上で付け足した。
実父には自身の芸能活動を内緒にしていたが、ある日、芸能活動について打ち明けるために愛知県の実家に帰省したところ、父はすでに知っており「テレビで娘を観るのが楽しみになった」「心配はいらないから頑張れ」と言われたという。キンタロー自身はこれについて「父親からも“公認”フライングゲット」としている。
自身のWikipedia記事にプロフィールとして記載されていた「愛知県岡崎市の裕福な家庭に長女として生まれる」との一文について、「裕福ではない。勝手に書かれた。指摘するつもりだったが、事務所からR-1が終わるまで止められていた」と明かしている。記述の典拠になった雑誌記事に関しては、見栄っぱりだった父親の発言を記者がオーバーに書いてしまったのだろうとしている。 
松竹芸能の先輩・ますだおかだとは同じ短大出身である。
2013年7月12日には神宮球場で行われたヤクルト‐広島戦で始球式を務めた。「トルネード投法をした」と話したが、そのフォームは野茂英雄が好きで、よくまねしていたことからできたという。
子供の頃から好きだったというコロッケとの共演も果たしているが、その時「久しぶりにふざけた子が出てきた」と言われて嬉しかったとのこと。
河口こうへいとは「そっくり館キサラ」で出会い、交際に発展。2013年4月2日放送の『好きになった人』（日本テレビ）での公開告白を経て、本格的に交際することとなった。しかし、約1年後の2014年3月24日放送の同じく『好きになった人』において、話し合いで別れ「一人で芸事に真剣に向き合う」ことにしたと発表した。
2015年12月14日に一般人男性との結婚が、2016年1月4日に明らかになった。結婚相手は同年1月7日放送の『バイキング』（フジテレビ）のエンディングにて一瞬映っていた（後に相手が番組の金曜ディレクターであることが判明）。
夫が佐賀県伊万里市出身で、結婚披露宴の際に出席していた塚部芳和同市市長から、同市の観光大使就任を依頼され快諾。2017年2月4日に正式就任した。

## 芸風

### 前田敦子のものまね芸人としてブレイク
初めて前田のものまねをテレビで披露したのは『関ジャニ∞のジャニ勉』（関西テレビ）でゲストのTKOによる「今後売れるかもしれない松竹芸人を決めてほしい」という持ち込み企画コーナー。審査員の関ジャニ∞に「今後売れる芸人」として選ばれた。
2012年4月放送『ものまねグランプリ 最強のコラボレーション&本人が選んだテッパンネタ祭り!!』（日本テレビ）では、大久保佳代子の顔まねをした小森麻由（梅小鉢）と組んでオアシズのまねをやっていた。デビュー当時は光浦靖子のまねが中心だったものの、上京前にアルバイト先の喫茶店で客から似ていることを指摘されて前田のものまねも始めたという。なお前田のまねを始めたきっかけは、松竹芸能タレントスクールの同期であるカナイのアドバイスでもあるという。デビュー以前に結婚式などの余興をしていた当時は、ドナルドダックや石黒賢のまねも演じていた。
衣装はキンタロー自身の手作り。前田の雰囲気により近付けるため、頭にかつらをつけ目にはカラーコンタクトレンズを入れている。
2012年11月11日にファイナルステージが行われた、東京・新宿のものまねショーパブ「そっくり館キサラ」主催の「ものまね王に俺はなる!」にて初代グランプリ受賞。
前田のものまねに関して2012年12月26日放送『有吉反省会』にて、「面白いので続けて下さい(有吉弘行)」「あまり見ないようにして声だけ聞いてると、本当にあっちゃんと喋っているんじゃないかなってドキドキもあって..いいんじゃない?(山里亮太（南海キャンディーズ）)」などと評価されている。2012年12月27日放送『とんねるずのみなさんのおかげでした』収録後、石橋貴明（とんねるず）から「君は絶対に売れる」と絶賛された。
しかしこのものまねはネット上のAKB48ファンからは酷評が多く、「謝れ」「バカにしすぎだろ」と批判を受けることもある。これに対し本人は「尊敬している」とブログで説明。そして2013年1月22日、『火曜曲!』（TBS）スペシャルでAKB48本人と初共演。持ちネタのフライングゲットを本人と共に披露した。1月26日、東京ドームシティホールで行われた「AKB48 リクエストアワーセットリストベスト100 2013」の3日目でMC途中に峯岸みなみの顔芸でおなじみの八幡カオルと共に登場、大島優子らAKB48から公認を得た。
前田本人はキンタローのものまねについて特に反応を示していなかった。しかし2013年3月16日から放送が開始されたソフトバンクモバイルのCMにおいて、前田はキンタローのものまねを逆にまねたかのような役柄を演じた。2013年3月24日には主演映画の舞台挨拶でキンタローのものまねに言及し、「すごく嬉しい。ダンスも私よりうまい」と述べた。まさしく公認ともとれる前田のコメントにキンタローはTwitterで「嬉し過ぎます」と喜びをあらわにした。後に前田は「私が（AKB48を）辞めた頃にたくさん私の代わりにテレビに出てくれて嬉しかった」と振り返っている。2021年3月30日放送の『ウチのガヤがすみません!』（日本テレビ）で前田との初共演を果たした。
前述、2018年5月11日放送の『爆笑そっくりものまね紅白歌合戦スペシャル』（フジテレビ）にて平手友梨奈（当時欅坂46）のものまねを演じたところ、Twitterが炎上した。ブログにもブログ運営会社によってブロックされたコメントが3,000件以上あったことがわかり、松竹にまでクレームが寄せられ前田以来の炎上と報じられた。これについて「悪意なんて一切ない。みんなを楽しませたい思いからやってます」との説明をブログに綴っている。その後、このブログに対し好意的な意見や励ましのコメントも寄せられるようになった。
TBS「水曜日のダウンタウン」にて"お隣の国の天才子供歌手"" 北京オリンピックで観た天才子供トランペッター"というものまねを披露したところ浜田雅功、松本人志や野性爆弾・くっきーから「この体型」「あかんこいつおもろいな」「桁ちゃう」と絶賛された。
また2022年6月放送の同番組の『マツケンサンバを踊りながら泣くことなど出来ない説』では見事に涙を流し、説を覆した。2023年6月放送の同番組では渋谷凪咲の物まねを披露し、浜田雅功から「この顔」と好感触を得た。これらがその後の再ブレイクに繋がっていった。
2024年の27時間テレビ中の「千鳥の鬼レンチャン〜サビだけカラオケ タッグモード大会〜」では、ホラー映画『シャイニング』（スタンリー・キューブリック監督）でドアに挟まるジャック・ニコルソンのものまねを披露し、大きな反響を呼んだ。

### ものまねレパートリー
- あ〜ちゃん
- 浅香唯
- 浅野温子
- あの
- Ami
- 安室奈美恵
- 荒川静香
- 有安杏果
- アンジェリーナ・ジョリー[14]
- アントニオ猪木
- アンミカ
- 池田美優
- 池田裕楽（STU48）
- 生駒里奈
- 石原さとみ
- 磯野カツオ（サザエさん）
- 板野友美
- 伊藤みどり
- 井上陽水
- 市川右團次
- イモトアヤコ
- 上戸彩
- 王騎将軍
- 大島優子[14]
- 荻野目洋子
- オノ・ヨーコ
- 片岡鶴太郎
- 上沼恵美子
- 北大路欣也
- 北原里英[14]
- 桐谷美玲
- キングボンビー（桃太郎電鉄）
- 久住小春
- 劇団ひとり
- コロッケ
- こっちのけんと
- 剛力彩芽
- 小嶋陽菜
- 小島瑠璃子
- 佐久間宣行
- 櫻井翔
- 桜庭遥花（CUTIE STREET）
- 佐々木彩夏
- ジェニファー・ロペス
- 志田未来
- 渋谷凪咲
- 島崎遥香
- 島田珠代
- ジバニャン（妖怪ウォッチ）
- ジャック・ニコルソン
- 鈴木奈々
- 須田亜香里
- 芹那[6]
- 高橋真麻
- 高橋みなみ
- 武井咲[14]
- 田中みな実
- 壇蜜[14]
- ちゃんみな
- チェ・グッキ
- 天童よしみ
- デヴィ・スカルノ[1]
- ドッスン（マリオシリーズ）
- 富栄ドラム
- ナオト・インティライミ
- 中島弘（サザエさん）
- 永作博美
- 西内まりや
- 二階堂ふみ
- ニッキー・ミナージュ
- 二宮和也
- 橋本環奈
- 畑岡奈紗
- 初音ミク
- 花沢花子（サザエさん）
- 浜木綿子
- 浜崎あゆみ
- 早見優
- BiSH
- ヒコロヒー
- ヒョヨン
- 平手友梨奈
- 広瀬アリス
- 広瀬すず
- フグ田サザエ（サザエさん）
- フグ田タラオ(サザエさん)
- 古澤里紗（CUTIE STREET）
- 前田敦子[1]
- 松本まりか
- マドンナ
- マルチナ・ヒンギス
- 丸山桂里奈
- Mina
- 水樹奈々
- 水谷千重子
- 水原希子
- 美空ひばり
- 光浦靖子
- 水瀬いのり
- 皆川おさむ
- 百田夏菜子
- ゆうちゃみ
- レディー・ガガ
- 渡辺麻友
- お隣の国の天才子供歌手
- 北京オリンピックで観た天才子供トランペッター
- 犬系彼女ののちゃん[74]
- ねぶた

## 出演

### テレビ番組
- ゴゴスマ -GO GO!Smile!-（CBC、2013年4月1日 - 2019年3月29日） - 月曜 → 木曜レギュラー
- テレビシャカイ実験 あすなろラボ（フジテレビ、2013年4月21日 - 9月22日） - レポーター
- スマイル!キンタロー。（四国放送、2014年11月6日 - 2018年1月25日）
- PON!（日本テレビ、2014年4月1日 - 2015年9月29日） - 火曜レギュラー
- チャント!（CBC、2019年4月4日 - 2020年3月26日） - 木曜リポーター
- 天才てれびくんYOU（NHK Eテレ、2019年4月 - 2020年2月27日） - オンくん 役（声の出演）[75]
- 探偵!ナイトスクープ（朝日放送、2024年10月4日） - 依頼者として[76]
- 天才クイズ（CBC、2024年12月21日・12月28日）- 応援隊
- ゴールデンドリーム（テレビ朝日、2025年4月3日 - ） - ナレーション[77]

### ラジオ番組
- ゴールデンボンバー鬼龍院翔のオールナイトニッポン（ニッポン放送、2013年2月18日）
- 爆笑問題カーボーイ（TBSラジオ、2013年2月19日）
- NISSAN あ、安部礼司〜BEYOND THE AVERAGE（TOKYO FM、2013年4月21日） - 前田キンタロー。子 役
- BAY LINE GO!GO!（bayfm、2014年1月 - 2015年3月） - 水曜DJ
- 今夜も怪進撃（bayfm、2015年4月〜）
- キンタロー。のオールナイトニッポン0（ZERO）（ニッポン放送、2024年9月24日）

### 単独ライブ
- キンタロー。初単独ライブ「kintalo。TV」（2017年6月10日、松竹芸能新宿角座）昼夜2公演[30]

### 舞台
- つかこうへい 七回忌追悼特別公演『リング・リング・リング2016』（2016年6月、全労済ホール・スペースゼロ） - 主演・長与千種 役 [78][79]
- SBK48
  - ～旗揚げ公演～（2016年9月22日、松竹芸能新宿角座）[22]
  - ～旗揚げ追加公演～（2016年10月29日、松竹芸能新宿角座）[23]
  - ～旗揚げ大阪公演～（2016年11月22日、松竹芸能 DAIHATSU MOVE 道頓堀角座）[24]
  - ～お笑いライブ～（2017年3月8日、松竹芸能新宿角座）[80]
- ミュージカル『プリシラ』（2016年12月、日生劇場） - シンシア 役(Wキャスト)[81]

### ミュージック・ビデオ
- Juliet『卒恋歌』（2013年）

### テレビドラマ
- コック警部の晩餐会 第3話（2016年11月4日（3日深夜）、TBS） - 小田マリ 役[82]
- 三匹のおっさん3〜正義の味方、みたび!!〜 第5話（2017年2月17日、テレビ東京）
- アイドル×戦士ミラクルちゅーんず! 第37話（2017年12月10日、テレビ東京）
- 課長バカ一代（2020年1月12日 - 、BS12 トゥエルビ） - 戸田光穂 役
- 刑事アフター5（2020年） ‐ 金田良子 役
- 心はロンリー気持ちは「…」FINAL（2024年4月27日、フジテレビ）[83]
- スティンガース 警視庁おとり捜査検証室 第2話（2025年7月29日、フジテレビ） - 桜木 役[84]

### テレビアニメ
- あはれ!名作くん（NHK Eテレ） - 白ずきん、ヨウ、きりした 役
- かよえ!チュー学（東海テレビ） - オーシマ、少女、ワダとぶつかった少年 役
- ナンダカベロニカ（NHK Eテレ） - ベロニカ 役[85]
- HUGっと!プリキュア（朝日放送テレビ） - 吉見リタ 役[86]
- トミカ絆合体 アースグランナー（テレビ大阪） - エンディング映像のダンス振付を担当（本人出演はなし[87]）

### 劇場アニメ
- カラフル忍者いろまき（2016年11月5日） - 紫巻 役[88]
- かがみの孤城（2022年12月23日） - ウレシノの母 役

### イベント
- 映画『LOOPER/ルーパー』公開記念 - 2013年1月10日[89]
- 映画『ファイヤー・ウィズ・ファイヤー 炎の誓い』公開記念 - 2013年2月1日[90]
- 第16回 東京ガールズコレクション 2013 SPRING/SUMMER - 2013年3月2日[91]
- ライオン株式会社『制汗剤デオドラントBanシリーズ』新CM発表会 - 2013年3月7日[92]
- 日清食品『カップヌードルごはん』新CM発表会 - 2013年4月12日[93]

### 雑誌
- 女性自身（光文社） - 2012年12月4日発売号[94]
- SPA!（扶桑社） - 2013年2月19日発売号[95][96]
- an・an（マガジンハウス） - 2013年2月27日発売号[97]
- 日経エンタテインメント!（日経BP社） - 2013年3月4日発売号[98]
- non-no（集英社） - 2013年3月19日発売号[99]
- JJ（光文社） - 2013年3月23日発売号[100]
- ViVi（講談社） - 2013年4月23日発売号[101]

### CM
- サントリーフーズ BOSS レインボーマウンテンブレンド 「コンビニ」篇（2013年10月1日 - ）